# Liste der Träger des Hessischen Verdienstordens
Die Liste führt die Träger beider Stufen des Hessischen Verdienstordens auf. Das Datum gibt das Datum auf der Urkunde an.

## Träger Hessischer Verdienstorden

### A
- Hermann Josef Abs (1901–1994), Bankier (verliehen am 12. September 1990)
- Horst Abt (1927–2015), Frankfurt am Main, mittelständischer Unternehmer (verliehen am 8. Februar 1991)
- Ferry Ahrlé (1924–2018), Frankfurt am Main (verliehen am 3. Dezember 2014)
- Hans Georg Ambrosi (1925–2012), Oestrich-Winkel, Landwirtschaftsdirektor (verliehen am 4. April 1996)
- Paul Arens (1936–2022), Dornburg,  (verliehen 2021)
- Peter Armbruster (1931–2024), Darmstadt (verliehen am 14. Januar 1995)
- Walter Arnold, Großenlüder (verliehen am 18. August 2019)
- Karl-Heinrich Auffarth, Marburg (verliehen am 14. Januar 2020)
- Thomas Aumüller, Liederbach (verliehen 21. Oktober 2017)

### B
- Abraham Bar Menachem, Netanja (Israel) (verliehen am 13. Dezember 2011)
- Heinrich Christian Bär, Karben (verliehen am 30. November 2006)[1]
- Herbert Beck, Frankfurt am Main (verliehen am 25. Juli 2005)
- Hans-Jürgen Becker (* 1935), Hanau, Mediziner (verliehen am 9. August 2011)
- Rudolf Becker, Groß-Umstadt, Sparkassendirektor (verliehen am 19. Februar 2001)
- Hildegard Becker-Toussaint, Frankfurt am Main (verliehen am 1. Dezember 2020)[2]
- Manfred Beilharz, Wiesbaden (verliehen am 21. Mai 2014)
- Hermann Bellinger, Hadamar (verliehen am 31. Januar 2019)
- Wilhelm Bender, Frankfurt am Main (verliehen am 6. Mai 2013)
- Otto Bepler, Heuchelheim (verliehen am 25. Januar 1998)
- Klaus Berg (* 1937), Altendiez, Jurist und Mediendozent, ehem. Intendant des hr (verliehen am 20. Oktober 2005)[3]
- Waltari Bergmann, Morschen, Rektor (verliehen am 31. Januar 1994)
- Albrecht Beutelspacher, Buseck (verliehen am 1. Oktober 2015)
- Ernst Stephen Biberfield, Düsseldorf (verliehen am 21. Februar 1997)
- Uwe Bicker, Bensheim (verliehen am 9. August 2011)
- Hanns-Heinz Bielefeld, Wiesbaden, Staatsminister (verliehen am 29. März 1995)
- Yaşar Bilgin, Gießen (verliehen am 2. Juli 2010)
- Wolfgang Bödicker, Steinbach (verliehen am 30. April 1997)
- Friedrich Bohl, Marburg (verliehen am 8. März 2020)
- Wilfried Böhm, Melsungen (verliehen am 5. August 1996)
- Günther Böhme, Wiesbaden (verliehen am 7. Februar 2015)
- Helen Bonzel, Fulda (verliehen am 29. September 2016)
- Tassilo Bonzel, Fulda (verliehen am 29. September 2016)
- Holger Börner (* 7. Februar 1931; † 2. August 2006), ehem. Ministerpräsident
- Volker Bouffier (* 1951), Politiker und hessischer Innenminister (verliehen am 25. April 2005)
- Erhard Bouillon, Bad Soden am Taunus (verliehen am 1. August 1997)
- Rolf Brand, Frankfurt am Main (verliehen am 12. September 1990)
- Constantin von Brandenstein-Zeppelin, Schlüchtern (verliehen am 24. Januar 2019)
- Karl Branner (* 1910; † 1997), Politiker, ehem. Kasseler Oberbürgermeister (verliehen am 14. Januar 1995)
- Hans-Dieter Brenner, Usingen (verliehen am 22. September 2015)
- Rolf-Ernst Breuer, Frankfurt am Main (verliehen am 28. Oktober 2002)
- Evelyn Brockhoff, Frankfurt am Main (verliehen am 19. Dezember 2014)
- Wolfram Brück, Köln, Oberbürgermeister (verliehen am 12. September 1990)
- Christine Brückner (* 10. Dezember 1921; † 21. Dezember 1996), Schriftstellerin (verliehen am 12. September 1990)
- Ignatz Bubis, Frankfurt am Main (verliehen am 24. Januar 1991)
- Axel Bürgener (* 1944), Generalleutnant, Befehlshaber des Heeresführungskommandos (verliehen am 3. Juni 2002)

### C
- Konrad Carl, Dreieich, Gewerkschafter (verliehen am 8. Februar 1991)
- Liesel Christ, Frankfurt am Main (verliehen am 12. September 1990)
- Günther Christiansen, Hamburg (verliehen am 12. September 1990)
- William E. Clements, Wiesbaden (verliehen am 19. Oktober 2016)
- Helmut Coing, Frankfurt am Main (verliehen am 12. September 1990)
- Horst Cronauer, Frankfurt am Main (verliehen am 17. April 2018)
- Ernst-Otto Czempiel, Marburg (verliehen am 4. April 1996)

### D
- Max Danz, Kassel (verliehen am 12. September 1990)
- Karl Dedecius (* 20. Mai 1921; † 26. Februar 2016), Frankfurt am Main, Autor (verliehen am 12. September 1990)
- Johannes Joachim Degenhardt, Paderborn, Erzbischof (verliehen am 22. Januar 2001)
- Kurt Denk, Maintal (verliehen am 2. Juli 2010)
- Harro Dicks, Darmstadt, Operndirektor (verliehen am 16. Juli 2002)
- Gerold Dieke (* 22. Juni 1943), Kronberg im Taunus, Regierungspräsident a. D. (verliehen am 17. Februar 2010)[4][5]
- Elmar Diez, Hanau (verliehen am 12. Dezember 2016)
- Rainer Dinges, Wiesbaden (verliehen am 9. August 2005)
- Peter Dinkel, Hainburg (verliehen am 12. Februar 2020)
- Vladislavas Domarkas, Kaunas (verliehen am 5. April 2005)
- Andreas Raymond Dombret, Bad Homburg v. d. Höhe, Mitglied des Vorstandes der Deutschen Bundesbank (verliehen am 7. März 2013)
- Hanno Drechsler (1931–2003), Marburger Oberbürgermeister (verliehen am 2. Dezember 1992)
- Alfred Dregger, Fulda, Vorsitzender der CDU-Fraktion (verliehen am 12. September 1990)
- Uwe Dreyer, Hofgeismar (verliehen am 2. Juli 2010)
- Kristina Dyckerhoff, Wiesbaden (verliehen am 3. Dezember 2014)

### E
- Bernd Ehinger, Frankfurt am Main (verliehen am 17. Oktober 2014)
- Manfred Eibelshäuser, Maintal (verliehen am 4. Juni 2016)
- Hans Eichel (* 24. Dezember 1941), Ministerpräsident a. D.
- Gabriele Eick, Frankfurt am Main (verliehen am 2. Juli 2010)
- Willi Eiermann, Vellmar, Landrat (verliehen am 22. August 1991)
- Hans Ulrich Engelmann, Darmstadt (verliehen am 21. Februar 1997)
- Eugen Ernst, Neu-Anspach (verliehen am 17. Juli 1993)
- Achim Exner, Wiesbaden, Oberbürgermeister (verliehen am 12. März 1999)

### F
- Brunhilde Fabricius, Kassel (verliehen am 5. Juni 1996)
- Heinz Fallak, Wiesbaden, Ministerialdirigent (verliehen am 8. Dezember 1996)
- Volker Fasbender, Maintal (verliehen am 13. Januar 2017)
- Eberhard Fennel, Hünfeld (verliehen am 12. Februar 2020)
- Iring Fetscher, Politikwissenschaftler, Frankfurt am Main (verliehen am 11. April 2003)[6]
- Robert Fischbach, Politiker, Landrat des Landkreises Marburg-Biedenkopf, Dautphetal (verliehen am 28. März 2019)
- Hartmut Freund, Feuerwehrmann in Biebergemünd (verliehen am 29. September 2022)[7]
- Kurt Fuß, Wiesbaden (verliehen am 1. August 2007)[8]

### G
- Andreas W. Freiherr von Gall, Bad Homburg, Rechtsanwalt, Vizepräsident des Hessischen Rechnungshofes a. D. (verliehen am 25. März 2024)
- Berthold R. Gall, Flörsheim am Main (verliehen am 11. April 2013)
- Lothar Gall, Wiesbaden, deutscher Historiker, Präsident der Historischen Kommission bei der Bayerischen Akademie der Wissenschaften (verliehen am 17. November 2006)[9]
- Susanne Gänsheimer, Frankfurt am Main (verliehen am 3. Dezember 2014)
- Walter Genders, Groß-Gerau, Beauftragter der Landesregierung für Schwerbehindertenangelegenheiten (verliehen am 23. September 1992)
- Thomas Gepperth, Zwesten (verliehen am 12. September 1990)
- Joachim Gerchow, Neu-Isenburg (verliehen am 17. November 2006)[10]
- Ernst Heinz Gerhardt, Frankfurt am Main, Senator (verliehen am 10. September 2011)
- Alfons Gerling, Frankfurt am Main (verliehen am 20. Februar 2014)
- Karin Giersch, Frankfurt am Main (verliehen am 28. November 2017)
- Karl Giersch, Frankfurt am Main (verliehen am 28. November 2017)
- Alfred Gollbach, Rasdorf (verliehen am 4. Juni 2016)
- Norbert Golzer, Heppenheim (verliehen am 16. April 2009)
- Annemarie Gottfried, Biedenkopf (verliehen am 22. Februar 2019)
- Gerhard Gräber, Neu-Isenburg (verliehen am 2. Juli 2020)
- Jürgen Grabowski, Taunusstein (verliehen am 3. Dezember 2014)
- Hans Grillmeier, Kassel, Generalmajor (verliehen am 12. September 1990)
- Heinz-Walter Große, Melsungen (verliehen am 19. März 2019)
- Stefan Grüttner, Offenbach am Main (verliehen am 14. September 2015)
- Herbert Günther, Allendorf (Eder), Ingenieur und Unternehmer (verliehen am 24. Juli 2008)

### H
- Richard Hackenberg, Frankfurt am Main (verliehen am 12. September 1990)
- Gail Halvorsen, Spanish Fork, Utah, US-Pilot bei der Berliner Luftbrücke (verliehen am 26. August 2008)[11]
- Wolfgang Hamberger, Fulda (verliehen am 4. September 2019)
- Ursula Hammann, Biebesheim (verliehen am 28. Juni 2019)
- Horst Hannich, Schenklengsfeld (verliehen am 6. Februar 2019)
- Joachim von Harbou, Gießen, IHK-Präsident (verliehen am 30. Januar 2008)[12]
- Ray Harryhausen, London (verliehen am 19. Oktober 2002)
- Ingrid Hasselblatt-Diedrich, Frankfurt am Main (verliehen am 3. Dezember 2014)
- Michael Georg Hauck, Frankfurt am Main (verliehen am 13. Juni 1997)
- Bernd Heidenreich, Frankfurt am Main (verliehen am 28. April 2017)
- Hubert Heil, Künzell (verliehen am 16. Januar 2007)[13]
- Ute Heinemann, Fuldatal, Präses der Evangelischen Kirche von Kurhessen-Waldeck (verliehen am 16. November 2009)
- Siegfried Heinrich, Bad Hersfeld (verliehen am 29. November 2014)
- Heinrich Heinze, Dillenburg (verliehen am 3. Oktober 1991)
- Detmar Heller, Medebach-Glindfeld (verliehen am 1. August 1997)
- Walter Henning (* 1939), Brensbach, wissenschaftlicher Geschäftsführer der Gesellschaft für Schwerionenforschung (GSI) (verliehen am 19. August 2004)
- Dorothea Henzler, Oberursel (Taunus) (verliehen am 31. Oktober 2018)
- Jürgen Heraeus, Maintal (verliehen am 3. Dezember 2014)
- Walter Herbst, Steinbach, Bürgermeister (verliehen am 25. Mai 1992)
- Alfred Herold, Landesvorsitzender des BdV, Hainburg (verliehen am 23. August 2006)[14]
- Waltraud Herrhausen, Bad Homburg v.d.Höhe (verliehen am 3. Dezember 2014)
- Michael Herrmann, Wiesbaden (verliehen am 10. Juli 1997)
- Mark Philipp Hertling, Heidelberg, US-amerikanischer Generalleutnant (verliehen am 4. September 2012)
- Antonius Hettisch, Herford (verliehen am 25. Januar 2006)[15]
- Jürgen A. Heyne (1938–2023), Frankfurt am Main, Ehrenpräsident der Handwerkskammer Rhein-Main (verliehen am 5. Dezember 2005)[16]
- Helmut Hild, Kirchenpräsident der Evangelischen Kirche in Hessen und Nassau (verliehen am 12. September 1990)
- Horst Hilgardt, Gießen (verliehen am 7. Februar 2020)
- Bertram Hilgen, Kassel (verliehen am 19. Mai 2017)
- Hans-Dieter Hillmoth, Wehrheim (verliehen am 25. Juni 2019)
- Herbert Hirschler, Mainz (verliehen am 28. März 2019)
- Rolf Hocke (* 29. August 1942), Präsident Hessischer Fußballverband (verliehen am 20. Januar 2003)[17]
- Frederick B. Hodges, Wiesbaden (verliehen am 10. August 2017)
- Hilmar Hoffmann, Frankfurt am Main (verliehen am 4. April 1996)
- Eitel Oskar Höhne, Eschwege, Landrat (verliehen am 12. September 1990)
- Bernd Hölzenbein, Neu-Isenburg (verliehen am 3. Dezember 2014)
- Hans Helmut Horn, Kassel (verliehen am 4. Juli 2019)

### I
- Peter Imhoff, Wiesbaden, leitender Ministerialrat, Chef des hessischen Staatsprotokolls (verliehen am 15. März 2002)
- Frederik Benedict Irwin, Frankfurt am Main (verliehen am 11. Mai 2012)

### J
- Dieter Jahn, Mainhausen (verliehen am 28. August 2017)
- Hans Jandl, Landeskulturreferent, Oestrich-Winkel (verliehen am 23. August 2006)[14]
- Hans-Joachim Jentsch, Wiesbaden (verliehen am 7. Oktober 2017)
- Johannes Jürgen Jeske, Frankfurt am Main, Herausgeber der FAZ (verliehen am 4. Mai 2006)[18]
- Luc Jochimsen (* 1. März 1936), Journalistin, Politikerin (verliehen am 22. November 2001)
- Karl-Heinz Jörgens, Baunatal, Brigadegeneral (verliehen am 12. September 1990)
- Berthold Jost, Eiterfeld (verliehen am 12. Februar 2020)
- George A. Joulwan, Frankfurt am Main, US-Generalleutnant (verliehen am 9. Oktober 1990)
- Franz Josef Jung, Eltville am Rhein (verliehen am 12. November 2019)

### K
- Roland Kaehlbrandt, Dreieich (verliehen am 15. Juli 2009)
- Norbert Kartmann, Butzbach, Landtagspräsident a. D. (verliehen am 18. Januar 2019)
- Franz Kaspar, Rüdesheim-Aulhausen, Prälat (verliehen am 29. Juni 1998)
- Dietrich Kaßmann, Heppenheim, Landrat (verliehen am 12. März 1999)
- Adolf Katzenmeier, Frankfurt am Main (verliehen am 19. November 2014)
- Andreas Kaufmann, Salzburg (verliehen am 3. Dezember 2014)
- Dieter Kehl, Tann (Rhön) (verliehen am 6. November 2019)
- Otfried Keller, Marburg, Landgerichtspräsident (verliehen am 12. September 1990)
- Reinhard Kiauka, Niedenstein, Oberstleutnant (verliehen am 14. Juni 2014)
- Karl Kindermann, Diözesanvertriebenenseelsorger und Ehrendomherr, Wiesbaden (verliehen am 23. August 2006)[14]
- Karl Ludwig Kirschenlohr, Frankfurt am Main-Seckbach[19]
- Otto Rudolf Kissel, Kassel, Bundesarbeitsgerichtspräsident (verliehen am 12. September 1990)
- James R. Klauser, Wisconsin (verliehen am 12. März 1997)
- Franz Klee, Lorch-Espenschied (verliehen am 1. Oktober 2015)
- Lutz Klein (* 30. Oktober 1943), Battenberg, Regierungspräsident a. D. (verliehen am 17. Februar 2010)[4][5]
- Heinz Wilhelm Klein, Büdingen (verliehen am 12. Februar 2020)
- Waldemar Klein (1920–2010), Hainburg, Ehrenpräsident der Offenbacher Kickers (verliehen am 17. April 2009)
- Hermann Kleinstück, Darmstadt, Staatssekretär (verliehen am 6. August 2013)[20]
- Karl-Ludwig Kley, Köln (verliehen am 21. Juli 2015)
- Eckart Klink, Wiesbaden, Brigadegeneral a. D. (verliehen am 24. März 2017)
- Johannes Klinke, Frankfurt am Main (verliehen am 3. Dezember 2014)
- Manfred Knacker, Mörfelden-Walldorf (verliehen am 29. August 2021)[21]
- Karl-Heinz Koch, Eschborn, Staatsminister (verliehen am 12. September 1990)
- Werner Koch, Kiedrich, Staatssekretär a. D. (verliehen am 16. Januar 2019)
- Brigitte Kölsch, Friedrichsdorf (verliehen am 28. März 2019)
- Manfred Kreis, Seligenstadt (verliehen am 15. Juli 2019)
- Wilhelm Kremer, Löhnberg, Bürgermeister (verliehen am 12. September 1990)
- Heinz Kreutzmann, Borken, Staatssekretär (verliehen am 5. August 1996)
- Karl Krolow (* 1915; † 1999), Darmstadt, Lyriker (verliehen am 12. September 1990)
- Karl Günther Kronawitter, Eppertshausen (verliehen am 30. April 1997)
- Waldemar Krug, Offenbach am Main (verliehen am 17. Dezember 2015)
- Paul Kuhlmann (verliehen am 20. Dezember 2002)[22]
- Wilhelm Küchler, Kronberg im Taunus (verliehen am 11. November 2011)
- Manfred Kühn, Wiesbaden, Kirchenrat (verliehen am 25. Mai 1993)
- Erwin Kuntz, Wetzlar (verliehen am 7. Februar 2015)
- Nia Künzer, Wetzlar (verliehen am 2. Juli 2010)
- Arthur Kurrle, Heusenstamm, Kaufmann (verliehen am 8. Februar 1991)

### L
- Klaus Lange, Lich (verliehen am 3. Dezember 2014)
- Hans Joachim Langmann, Seeheim-Jugenheim, Physiker und Unternehmer (verliehen am 12. September 1990)
- Hanns Gotthard Lasch, Gießen (verliehen am 12. September 1990)
- Georg Leber, Schönau, Bundesminister (verliehen am 12. September 1990)
- Ursula Lehr, Bonn, Stellvertretende Vorsitzende der BAGSO (verliehen am 4. Juni 2016)
- Bernd Leifeld, Kassel (verliehen am 3. Dezember 2014)
- Jochen Lengemann, Kassel (verliehen am 9. August 2018)
- Joachim-Felix Leonhard, Alsbach-Hähnlein (verliehen am 23. September 2016)
- Veronika Leukroth, Neu-Isenburg (verliehen am 8. Oktober 2019)
- Georg Lewandowski, Kassel (verliehen am 26. Juni 2018)
- Wilhelm Linkerhägner, Mainz-Mombach, Ministerialdirigent (verliehen am 25. September 1991)
- Ann Kathrin Linsenhoff, Kronberg im Taunus (verliehen am 3. Dezember 2014)
- Doris Lochmüller, Staufenberg (verliehen am 12. Februar 2020)
- Eugen Loderer, Heidenheim a.d. Brenz (verliehen am 12. September 1990)
- Friedhelm Karl Georg Loh (* 16. August 1946), Dietzhölztal, mittelhessischer Unternehmer (verliehen am 6. Januar 2009)[23]
- Frank Lortz, Seligenstadt (verliehen am 9. Juni 2018)
- Hugo Lotze, Reinhardshagen (verliehen am 20. Juni 1994)
- Wolfgang Lukschy (1905–1983), deutscher Theater- und Filmschauspieler (verliehen 1992)
- Rolf Lutz, Florstadt (verliehen am 17. Mai 2018)

### M
- Jürgen Maier, Frankfurt am Main (verliehen am 4. Juli 2019)
- Werner Mais, Brechen, Postoberamtsrat (verliehen am 4. April 1996)
- Nader Maleki, Hofheim am Taunus (verliehen am 10. April 2018)
- Albert Mangelsdorff, Frankfurt am Main (verliehen am 16. November 1998)
- Margaret von Hessen und bei Rhein, Schloss Wolfsgarten (verliehen am 12. September 1990)
- Odo Marquard, Gießen (verliehen am 12. September 1990)
- Madeleine Martin, Wiesbaden (verliehen am 2. Juli 2010)
- Heinz Meise, Rotenburg a.d. Fulda (verliehen am 20. Dezember 1991)
- Werner Meißner, (* 1937; † 2025) Frankfurt am Main (verliehen am 13. Januar 2023)
- Hansjörg Melchior, Kassel (verliehen am 25. März 2017)
- Peter Merck, Vorsitzender THW (verliehen am 30. Januar 2003)[24]
- Günther Merl, Oberursel (Taunus) (verliehen am 5. November 2008)[25]
- Hans Messer, Königstein im Taunus, Präsident der Industrie- und Handelskammer (verliehen am 12. September 1990)
- Friedrich von Metzler, Frankfurt am Main (verliehen am 3. Dezember 2014)
- Manfred Michel, Elz (verliehen am 30. November 2018)
- Karl-Heinrich Mihr, Gudensberg (verliehen am 23. September 1992)
- Gottfried Milde, Griesheim, Staatsminister (verliehen am 12. September 1990)
- Wolfgang Mischnick (* 1921; † 2002), Kronberg im Taunus, Politiker, ehem. Bundesminister (verliehen am 12. September 1990)
- Albert Richard Mohr, Frankfurt am Main (verliehen am 6. Dezember 1991)
- Gerhard Möller, Fulda (verliehen am 14. August 2015)
- Klaus Peter Möller, Gießen, Präsident des Hessischen Landtags (verliehen am 12. September 1990)
- Hans-Jürgen Moog, Frankfurt am Main, Bürgermeister (verliehen am 1. August 1997)
- Evelyn Moscherosch, Rosbach v. d. Höhe (verliehen am 12. Januar 2009)
- Marlies Mosiek-Müller (verliehen am 4. März 2022)[26]
- Helmut Georg Müller, Wiesbaden (verliehen am 3. Dezember 2014)
- Karl-Hermann Müller, Fulda (verliehen am 28. September 2002)
- Klaus-Peter Müller, Bad Homburg v. d. H. (verliehen am 5. Juni 2018)
- Rolf Müller, Gelnhausen (verliehen am 1. Dezember 2017)
- Hugo Müller-Vogg (* 1947), Journalist, Bad Homburg v. d. Höhe (verliehen am 20. Oktober 2005)[3]

### N
- Horst Naujoks (* 12. August 1928), Universitäts-Professor, Stiftungsvorstand (verliehen am 5. März 2003)[27]
- Josef Neckermann (1912–1992), Dreieich, Sportler und Unternehmer (verliehen am 12. September 1990)
- Aylâ Neusel (* 1936), Kassel, deutsche Hochschul- und Frauenpolitikerin türkischer Herkunft (verliehen am 4. April 1996)
- Wolfgang Nickel, Wiesbaden (verliehen am 26. Juni 2018)
- Kurt Noell, Kassel (verliehen am 6. Dezember 1991)

### O
- Wilhelm Ochs, Wiesbaden, Regierungsdirektor (verliehen am 22. August 1994)
- Heinz Maria Oeftering, Frankfurt am Main (verliehen am 28. Juni 2000)
- Kurt Oehm (* 29. Juli 1945), Erlensee (verliehen am 28. September 2022)[28]
- Gottlieb Ohl (* 20. Mai 1948), Lampertheim, Kreisbeigeordneter und Dezernent Gefahrenabwehr Kreis Bergstraße (verliehen am 8. Juni 2009)
- Gebhard Ohnesorge, Bad Vilbel (verliehen am 12. Mai 2004)
- Roland Oppermann, Bodenheim, Generalmajor (verliehen am 12. September 1990)
- Albert Osswald (1919–1996), Heuchelheim, Ministerpräsident a. D. (verliehen am 12. September 1990)

### P
- Günter Paul, Frankfurt am Main (verliehen am 13. März 2017)
- Prof. Nicolás Pasquet, Dirigent und künstlerischer Leiter des LJSO Hessen (verliehen am 13. April 2024)[29]
- Helmut Peuser (1940–2024), Limburg a. d. Lahn (verliehen am 11. Oktober 2018)
- Alfred Pfaff (1926–2008), Fußballspieler und Fußballweltmeister 1954, Zittenfelden (verliehen am 13. Juli 2006)[30]
- Hans-Wolfgang Pfeifer, Journalist (FAZ) und Vorstand beim BDZV (verliehen am 6. September 2001)
- Albert Pfuhl, Landrat, Schwalmstadt (verliehen am 1. März 2001)
- Erich Pipa, Gelnhausen (verliehen am 10. November 2017)
- Ernst Platner, Espenau, Rechtsanwalt und Notar (verliehen am 12. September 1990)
- Reinfried Pohl, Marburg (verliehen am 21. Dezember 2012)
- Karl Otto Pöhl, Kronberg im Taunus, Präsident der Deutschen Bundesbank (verliehen am 12. September 1990)
- Michael Popovic, Hauptgeschäftsführer der Landesärztekammer (verliehen 2004)
- Dieter Posch, Melsungen (verliehen am 3. Dezember 2014)
- Lucia Puttrich, Politikerin (verliehen am 17. Juni 2024)

### Q
- Siegfried Quandt (verliehen am 17. März 2017)
- Lothar Quanz, Eschwege (verliehen am 3. Dezember 2014)
- Michael Quast, Frankfurt am Main (verliehen am 3. Dezember 2014)

### R
- Christian Raabe, Frankfurt am Main (verliehen am 11. Dezember 2020)
- Lutz Raettig, Frankfurt am Main (verliehen am 2. Juli 2010)
- Dieter Rams, Kronberg im Taunus, Industriedesigner (verliehen am 13. Juni 1997)
- Volker Rattemeyer, Kassel (verliehen am 2. Juli 2010)
- Fritz Rau (1930–2013), Bad Homburg v. d. Höhe, Konzert- und Tourneeveranstalter (verliehen am 16. November 1998)
- Marcel Reich-Ranicki, Frankfurt am Main (verliehen am 12. September 1990)
- Werner Reinke, Frankfurt am Main (verliehen am 19. April 2024)
- Thomas Reiter, Oldenburg (verliehen am 4. April 1996)
- Heribert Reitz, Staatsminister, Limburg an der Lahn (verliehen am 15. Dezember 2000)
- Helmut Reitze, Duisburg (verliehen am 15. April 2016)
- Wolfgang Reitzle, München (verliehen am 2. Juli 2010)
- Walter Renneisen, Bensheim, Schauspieler (verliehen am 16. Juli 2004)
- Klaus Repp, Langgöns (verliehen am 3. Juli 2019)
- Barbara Reschke, Frankfurt am Main (verliehen am 3. Dezember 2014)
- Hans Hermann Reschke, Frankfurt am Main (verliehen am 18. Juni 2018)
- Achim Richter, Professor für Kernphysik, Darmstadt (verliehen am 2. Juli 2007)[31]
- Manfred von Richthofen, Berlin (verliehen am 8. Juli 2004)
- Martha Ried, Kronberg im Taunus (verliehen 26. Januar 2023)
- Heinz Riesenhuber, Frankfurt am Main, MdB, Bundesminister, Alterspräsident (verliehen am 12. September 1990)
- Klaus Ritt, Bad Nauheim (verliehen am 16. März 2023)[32]
- Hans Rohn, Hattersheim am Main (verliehen am 4. Juni 2016)
- Gerhard F. Rohr, Whitefish Bay (verliehen am 25. Mai 1992)
- Hannelore Rönsch, Wiesbaden (verliehen am 2. Juli 2010)
- Rüdiger von Rosen, Frankfurt am Main (verliehen am 3. Dezember 2014)
- Walter Rosenwald, Ministerialbeamter, Militärhistoriker und Ordenskundler (verliehen am 26. März 1999)
- Helmut Rothenberger, Frankfurt am Main (verliehen am 2. August 2018)
- Alain Rousset, Präsident des Regionalrates der französischen Partnerregion Aquitaine (verliehen am 21. Juli 2005)
- Hans Rüger, Linsengericht (verliehen am 28. November 2017)

### S
- Erich Schaeffter, Rüsselsheim, Stadtrat (verliehen am 12. April 1994)
- Karl-Heinz Schäfer, Pohlheim (verliehen am 20. Januar 2014)
- Klaus Schaller, Oestrich-Winkel (verliehen am 27. Februar 2009)
- Helmut Scharfenberg, Greifenstein, Oberst (verliehen am 3. Dezember 2014)
- Karl Scheid (* 1929), Büdingen, Keramikkünstler (verliehen am 29. April 2009)[33]
- Karl-Christian Schelzke, Mühlheim am Main (verliehen am 16. September 2021)
- Heinz Schenk (* 1924; † 2014) Schauspieler und Showmaster (verliehen am 9. Dezember 1999)
- Michaele Scherenberg, Frankfurt am Main (verliehen am 4. April 1996)
- Hans Helmut Schetter, Seeheim-Jugenheim (verliehen am 19. Mai 2017)
- Klaus Scheunemann, Frankfurt am Main (verliehen am 3. April 2003)[34]
- Eduard Schick (* 1906; † 2000), Bischof von Fulda (verliehen am 12. September 1990)
- Nikolaus Schilling, Heppenheim (verliehen am 16. Juli 2004)
- Liselott Schindling-Rheinberger, Kronberg im Taunus (verliehen am 12. September 1990)
- Helmut Schlesinger (1924–2024), Oberursel, Präsident der Deutschen Bundesbank (verliehen am 12. September 1990)
- Klaus Schmalz, Rechtsanwalt und Notar (verliehen am 12. November 2001)
- Wilfried Schmied (* 20. Juli 1943), Staufenberg-Treis, Regierungspräsident a. D. (verliehen am 17. Februar 2010)[4][5]
- Franz Schmidt-Knatz, Frankfurt am Main, Rechtsanwalt und Notar (verliehen am 2. Dezember 1992)
- Norbert Schmitt, Heppenheim (verliehen am 28. Juni 2019)
- Rosel Schmitt, Mühlheim-Dietesheim (verliehen am 12. September 1990)
- Friedhelm Schneider, Gründau (verliehen am 9. Dezember 2015)
- Hans-Jürgen Schneider, Stadtallendorf (verliehen am 17. Dezember 2015)
- Peter Schnell, Darmstadt (verliehen am 13. Juni 1997)
- Horst Schnur, Erbach, Landrat des Odenwaldkreises (verliehen am 23. Februar 2009)
- Evelin Schönhut-Keil, Niedernhausen (verliehen am 3. Dezember 2014)
- Hermann Schoppe (* 4. April 1937), Offenbach, früherer Vizepräsident des Hessischen Landtags (verliehen am 27. Juni 2002)
- Klaus Schormann, Roßdorf, Sportfunktionär (verliehen am 6. August 2013)[20]
- Hanns Christian Schroeder-Hohenwarth, Bad Homburg v. d. Höhe (verliehen am 3. September 1991)
- Klaus Schrott, Eppstein (verliehen am 31. Januar 2019)
- Bruno H. Schubert, Frankfurt am Main, Unternehmer, Konsul und Mäzen (verliehen am 4. April 1996)
- Kurt Schulz, Groß-Gerau (verliehen am 29. März 1995)
- Reinhard H. Schumann, Rüsselsheim, US-Forces (verliehen am 31. August 2004)
- Christian Schwarz-Schilling, Büdingen, Bundesminister (verliehen am 12. September 1990)
- Nikolaus Schweickart, Bad Homburg v. d. Höhe (verliehen am 2. Juli 2010)
- Gerd Schwinn, Reichelsheim, Oberstudienrat (verliehen am 13. Juni 1998)
- Robert G. Shackleton, US-Forces (verliehen am 31. Juli 1991)
- Ingeborg Siegfried, Biebertal (verliehen am 30. Januar 2008)[35]
- Spiros Simitis, Königstein im Taunus (verliehen am 25. Mai 1992)
- Lutz Simon, Frankfurt am Main (verliehen am 6. Februar 2013)
- Alfred Söllner, Gießen, Bundesverfassungsrichter (verliehen am 12. September 1990)
- Irmgard Sondergeld (1925–2013), Stadtverordnetenvorsteherin, Mühlheim (verliehen am 5. Februar 2001)
- Volker Sparmann, Hofheim am Taunus (verliehen am 3. Dezember 2014)
- Rudolf Sperner, Bad Nauheim (verliehen am 12. September 1990)
- Simon Spierer, Genf (verliehen am 17. Januar 2005)
- Antje Spory, Bad Soden am Taunus (verliehen am 12. September 1990)
- Gerhard Sprenger, Bad Hersfeld, Ministerialrat (verliehen am 5. August 1996)
- Karl Starzacher, Lich (verliehen am 20. Februar 2014)
- Anne-Marie Steigenberger, Frankfurt am Main (verliehen am 3. Dezember 2014)
- Wolfgang Steiger, Rödermark (verliehen am 1. Oktober 2014)
- Erwin Stein, Fernwald-Annerod, Bundesverfassungsrichter (verliehen am 12. September 1990)
- Rudolf Steinberg, Hofheim am Taunus (verliehen am 15. Juli 2009)[36]
- Fritz F. Steininger (* 7. April 1939), ehem. Direktor des Forschungsinstitut und Naturmuseum Senckenberg (verliehen am 30. August 2005)[3]
- Wolfgang Steubing, Frankfurt am Main (verliehen am 19. Januar 2018)
- Karl-Heinz Stier, Mühlheim am Main (verliehen am 4. April 1996)
- Horst Stöcker, Oberursel (Taunus) (verliehen am 7. März 2013)[37]
- Kurt Stöhr, Malsfeld, Bürgermeister (verliehen am 29. Mai 1998)
- Günter Strack, Münchsteinach (verliehen am 12. September 1990)
- Adam Strauß, Marburg (verliehen am 8. April 2013)
- Wolfgang Strinz, Wiesbaden (verliehen am 13. Februar 2002)
- Robert Stromberger (1930–2009), Darmstadt, Schauspieler (verliehen am 4. April 1996)
- Wolfgang Strutz, Mainz (verliehen am 23. Juli 2009)
- Karl Stumpf, Grünberg-Harbach (verliehen am 22. Mai 2002)
- Georg Sturmowski (* 23. Mai 1923; † 5. April 2017), Groß-Gerau, Vizepräsident des Hessischen Landtags (verliehen am 10. März 2004)

### T
- Michael von der Tann (verliehen 2021)
- Gernot Then, Wiesbaden (verliehen am 30. April 1998)
- Wilhelm Theopold (* 12. Dezember 1915; † 28. Januar 2009), Königstein im Taunus, Chefarzt Kinderklinik Frankfurt-Höchst (verliehen am 12. März 1999)
- Tommy G. Thompson, Minister der USA (verliehen am 18. Mai 2001)
- Georg Thonet, Frankenberg (verliehen am 12. April 1994)
- Hans Tietmeyer (verliehen am 3. September 2001)
- Brigitte Tilmann (verliehen 7. Januar 2021)[38]
- Heinrich Tollhopf, Melsungen (verliehen am 24. Februar 2003)[39]
- Hans-Joachim Tonnellier, Bad Homburg v. d. Höhe (verliehen am 11. Mai 2012)
- Erwin Trapp, Wiesbaden (verliehen am 31. Januar 1994)
- Jean-Claude Trichet, Frankfurt am Main (verliehen am 26. Oktober 2011)[40]
- Walther Tröger, Sportfunktionär (verliehen am 7. Dezember 2001)
- Tassilo Tröscher, Wiesbaden, Staatsminister (verliehen am 17. Dezember 1992)

### U
- Siegfried Unseld, Frankfurt am Main (verliehen am 12. September 1990)
- Joachim Unseld, Frankfurt am Main (verliehen am 20. Juni 2022)

### V
- Heinz Valentin, Hadamar (verliehen am 11. Oktober 2018)
- Hans Vießmann, Battenberg (verliehen am 23. September 1992)
- Christoph Vitali, Frankfurt am Main (verliehen am 6. Dezember 1993)
- Franz Vogt, Pohlheim, Präsident der Industrie- und Handelskammer (verliehen am 29. Januar 1991)

### W
- Christean Wagner, Justizminister (verliehen am 25. April 2005)
- Helmut Walcha, Frankfurt am Main (verliehen am 12. September 1990)
- Walter Wallmann (* 24. September 1932; † 21. September 2013), Ministerpräsident a. D. (verliehen am 9. Juli 2003)[41]
- Rudolf Walther, Gründau (verliehen am 31. Januar 1994)
- Arnold Weber, Frankfurt am Main (verliehen am 30. April 1998)
- Jürgen Max Weber, Wiesbaden (verliehen am 4. Dezember 2011)
- Dieter Weidemann, Hannover (verliehen am 28. Oktober 2014)
- Berthold Weikert, Hadamar (verliehen am 11. Oktober 2018)
- Karlheinz Weimar, Finanzminister (verliehen am 25. April 2005)
- Holger Weinert, Frankfurt am Main (verliehen am 19. April 2024)
- Markus-Joachim Weinmann, Bad Homburg v. d. Höhe (verliehen am 1. Oktober 2015)
- Rolf Wenzel, Seligenstadt (verliehen am 1. Juli 2020)
- P. Jay Werner, Verbindungsbeauftragte der US-Streitkräfte in Hessen (verliehen am 12. April 1999)
- Bernfried Wieland, Büdingen, Studiendirektor a. D. (verliehen am 4. Juni 2016)
- Hans van der Wielen, Wassenaar/Holland (verliehen am 29. November 2002)
- Gerhard Wiese, Berlin, Jurist (verliehen am 7. Juni 2023)
- Ernst Wilke (* 25. Mai 1930), Baunatal, Staatssekretär (verliehen am 7. Dezember 2004)
- Max Willner, Frankfurt am Main, Landesverbandsvorsitzender der jüdischen Gemeinde (verliehen am 12. September 1990)
- Norbert Winterstein, Rüsselsheim, Oberbürgermeister (verliehen am 3. April 1996)
- Veronika Winterstein (verliehen am 4. April 2003)[34]
- Werner Wirthle, Frankfurt am Main (verliehen am 12. September 1990)
- Claus-Friedrich Wisser, Frankfurt am Main (verliehen am 2. Juli 2010)
- Lia Wöhr (* 26. Juli 1911; † 15. November 1994), Schauspielerin, Produzentin und Regisseurin (verliehen am 14. Dezember 1991)
- Hugh Wolff (* 21. Oktober 1953), Minneapolis, Dirigent (verliehen am 26. Januar 2006)[42]
- Karin Wolff, Seeheim-Jugenheim (verliehen am 28. Juni 2019)
- Rudolf Wollner, Taunusstein (verliehen am 23. November 1999)
- Heinz-Lothar Worm, Linden (verliehen am 23. Januar 2019)
- Wolfram Wrabetz, Bad Soden am Taunus (verliehen am 2. Juli 2010)
- Richard Wurbs, Kassel, Handwerkstagspräsident (verliehen am 12. September 1990)

### Z
- Jürgen Zabel, Frankfurt am Main (verliehen am 12. März 1999)
- Willi Ziegler, Hungen, Direktor des Forschungsinstituts und Natur-Museums Senckenberg (verliehen am 29. März 1995)
- Heinz Zielinski, Linden (verliehen am 12. Februar 2020)
- Reinier Zwitserloot, Konstanz (verliehen am 6. August 2013)

## Träger Hessischer Verdienstorden am Bande

### A
- Jürgen Ackermann, Wächtersbach (verliehen am 13. Dezember 2011)
- Hans-Dieter Ahlers, Bad Schwalbach (verliehen am 6. Februar 2013)
- Heinz Alexander, Frankfurt am Main (verliehen am 6. August 2013)
- Klaus Allendörfer, Studiendirektor, Rüsselsheim (verliehen am 26. Juni 2006)[30]
- Fred Armbruester, Fulda (verliehen am 16. Februar 2008)
- Maria Anna Ax-Vorndran, Limburg a. d. Lahn (verliehen am 1. Oktober 2015)
- Gaby Aufenanger-Reichardt, Hochheim am Main (verliehen am 4. Juli 2019)

### B
- Gerhard Gustav Badouin, Gemünden (Wohra) (verliehen am 1. Oktober 2015)
- Peter Ballmaier, Hünfeld (verliehen am 28. April 2015)
- Erich Bauer, Wabern-Zennern (verliehen am 16. Januar 2015)
- Werner Bauer, Dornburg-Frickhofen (verliehen am 18. Mai 2018)
- Hans Bausch (* 29. August 1943), Linden (verliehen am 26. Januar 2010)[43][44]
- Ilse Bechthold, Frankfurt am Main (verliehen am 14. November 2007)[31]
- Gerhard Becker, Heuchelheim, Organisationsleiter der Tour der Hoffnung (verliehen am 27. September 2006)
- Jürgen Becker, Battenberg (Eder) (verliehen am 13. Dezember 2011)
- Ludwig Behlen, Willingen-Wellringhausen (verliehen am 1. Februar 2002)
- Walter Behning (* 12. Juni 1933; † 3. Juni 2008), IHK-Ehrenpräsident, Frankfurt am Main (verliehen am 11. Februar 2003)[45]
- Günther Beil, Rosenthal (verliehen am 17. Februar 2009)[43]
- Rolf Dieter Beinhoff, Fernwald (verliehen am 21. September 2010)
- Klaus Beller, Rüdesheim (verliehen am 19. Februar 2011)
- Wolfgang Bellof, Gießen (verliehen am 15. September 2008)[46]
- Horst Bender, Idstein (verliehen am 19. Februar 2011)
- Maria Elisabeth Berk, Frankfurt am Main (verliehen am 7. April 2015)
- Ingrid Bernhammer, Dillenburg (verliehen am 1. Oktober 2012)
- Manfred Beyer, Kassel (verliehen am 13. Dezember 2011)[47]
- Helga Bickel, Frankfurt am Main (verliehen am 25. März 2017)
- Karl-Heinrich Bickel, Frankfurt am Main (verliehen am 25. März 2017)
- Walter Bischof, Wiesbaden (verliehen am 7. August 2012)
- Heinrich Wilhelm Blum, Hanau (verliehen am 1. Oktober 2012)
- Walter Böhm, Linden, Kabarettist (verliehen am 16. Mai 2007)[48]
- Hans Bonkas, Frankfurt am Main (verliehen am 30. Juli 2009)[36]
- Erwin Bopp, Wiesbaden (verliehen am 29. August 2012)
- Frieder Boss (* 16. Juli 1945), Diplomarchivar (verliehen am 12. September 2006)[49]
- Gero Braach, Weimar (Lahn) (verliehen am 19. Februar 2011)
- Wolfram Brauneis, Eschwege (verliehen am 24. März 1999)
- Adam Breitwieser (* 1928), Mühltal, Stellmachermeister, „Die beiden letzten Bänkelsänger“ (verliehen am 10. September 2009)[50]
- Hans Christian Bremme, Wiesbaden (verliehen am 29. August 2012)
- Willi Bremmer, Edertal (verliehen am 19. August 2009)
- Frieda Brühl, Dautphetal (verliehen am 25. März 2017)
- Hildegard Bühl, Obertshausen (verliehen am 23. Januar 2002)
- Franz Friedrich Burkei, Bonn (verliehen am 4. Juni 2006)[51]
- Walter Buschmann, Idstein (verliehen am 22. Februar 1999)

### C
- Helmut Christmann, Kelkheim (verliehen am 13. Dezember 2011)
- Paulus Christmann (1971–2014), Kelkheim, Dirigent (verliehen am 17. September 2009)[43]
- Rosemarie Cleve, Bad Vilbel (verliehen am 19. Februar 2020)
- Alfred Clouth, Offenbach am Main (verliehen am 28. Oktober 2015)
- Rudolf Matthias Collong, Oestrich-Winkel (verliehen am 5. Juli 2006)[52]

### D
- Annemarie Dammel, Nauheim (verliehen am 10. April 2018)
- Werner Danielewski, Dreieich (verliehen am 28. August 2017)
- Hans Debus, Dietzhölztal (verliehen am 4. Mai 2011)
- Jochen Dieter Decher, Herborn (verliehen am 21. März 2016)
- Jochen Desel, Hofgeismar (verliehen am 26. Mai 2009)[4]
- Wolfram Dette, Wetzlar (verliehen am 20. August 2011)
- Elmar Diegelmann, Wiesbaden (verliehen am 1. August 2007)[31]
- Gerhard Diehl, Hünstetten, Erster Beigeordneter (verliehen am 20. Februar 2014)[53]
- Otto Diehl, Babenhausen (verliehen am 24. März 1999)
- Jeffrey W. Dill, Wiesbaden (verliehen am 13. Dezember 2011)
- Hans Dittmar, Marburg (verliehen am 3. Februar 2009)
- Hans-Jürgen Dowidat, Hünfelden (verliehen am 6. Februar 2013)
- Reinhold Drusel, Marburg (verliehen am 17. Oktober 2008)[54]
- Berndt Dugall, Staufenberg (verliehen am 6. August 2013)
- Paul Dünte, Kriftel, Ehrenbürgermeister (verliehen am 4. Juni 2016)

### E
- Rainer Eder, Eppertshausen (verliehen am 6. August 2013)
- Heinrich Eid, Oberursel (verliehen am 30. April 2008)[55]
- Rudolf Eimer, Münzenberg (verliehen am 29. Oktober 2014)
- Günter Eisinger, Friedberg (verliehen am 29. August 2012)
- Günther Elm, Fulda (verliehen am 29. Juli 2008)
- Detlev Engel, Karben (verliehen am 4. Mai 2011)[56]

### F
- Karl-Heinz Michael Fechter, Frankfurt am Main (verliehen am 13. März 2002)[57]
- Dieter Felke, Wiesbaden (verliehen am 3. Juli 2007)[58]
- Dorothea Fellinger, Breuna (verliehen am 22. Februar 2019)
- Udo Forster, Dreieich, Kunstförderer (verliehen am 8. September 2011)
- Jürgen Frei, Bad Soden am Taunus (verliehen am 10. August 2014)
- Peter Freitag, Waldsolms (verliehen am 20. November 2014)
- Herbert Fritzlar, Künzell (verliehen am 22. Januar 2001)
- Wassilios Fthenakis, München (verliehen am 6. Februar 2013)

### G
- Franz Johann Gabriel, Bad Nauheim (verliehen am 19. Februar 2011)
- Enver Gakovic, Vellmar (verliehen am 10. August 2014)
- Hans Gerlach, Oberursel (verliehen am 7. Februar 2003)[24]
- Karl-Heinz Gerland, Breuna (verliehen am 7. Februar 2015)
- Wolfgang Gern, Darmstadt (verliehen am 14. April 2016)
- Helmut Geyer, Hanau (verliehen am 10. August 2014)
- Heinz Giesler, Eschborn (verliehen am 16. Juli 1999)
- Walter Glock, Riedstadt (verliehen am 4. Juni 2016)
- Gottfried Görig, Beerfelden (verliehen 19. Dezember 2017)
- Gerhard Grabowski, Battenberg (Eder) (verliehen am 26. Februar 2015)
- Herbert Grimme, Neuental (verliehen am 6. August 2013)
- Sigrid Grotemeyer, Gelnhausen (verliehen am 20. Februar 2014)

### H
- Gisela Haase, Frankfurt am Main (verliehen am 15. Mai 2013)
- Helgo Hahn, Ludwigsau (verliehen am 27. Januar 2009)
- Uwe Hainbach, Biedenkopf (verliehen am 9. Oktober 2015)
- Ute Hammel-Feith, Eschwege (verliehen am 22. Februar 2019)
- Anneliese Hartleb, Kassel (verliehen am 29. August 2012)
- Willy Hartmann, Lautertal, Kommunalpolitiker (verliehen am 2. August 2005)[59]
- Ursula Häuser, Linden (verliehen am 4. Juni 2016)
- Norbert Hegmann, Flörsheim am Main (verliehen am 20. Februar 2014)
- Karl Heinrich Heck, Edertal (verliehen am 1. August 2007)[31]
- Horst Hecker, Frankenberg (Eder) (verliehen am 20. Februar 2014)
- Walfried Heil, Weilmünster (verliehen am 17. Februar 2009)
- Walter Heilwagen (* 19. Dezember 1925; † 1. Dezember 2002), Kommunalpolitiker (verliehen am 3. Februar 1999)
- Christiane Heinemann, Wiesbaden (verliehen am 4. Juni 2016)
- Hartmut Heinemann, Wiesbaden (verliehen am 4. Juni 2016)
- Neidhard Heinemann, Habichtswald (verliehen am 2. März 2020)
- Claus Helmer, Frankfurt am Main, Schauspieler (verliehen am 10. März 2004)
- Ines Henn, Wiesbaden (verliehen am 13. September 2006)[60]
- Friedhelm Henne, Hochheim am Main (verliehen am 11. Mai 2009)
- Ingrid von Hentig, Rüdesheim am Main (verliehen 21. Oktober 2017)
- Wolf-Uwe von Hentig, Rüdesheim am Main (verliehen 21. Oktober 2017)
- Oswald Henzel, Hungen (verliehen am 15. Januar 2019)
- Alfred Herold, Hainburg (verliehen am 17. Januar 2002)
- Helmut Herrmann, Wiesbaden (verliehen am 30. Oktober 2007)[61]
- Barbara von Hertell, Fuldabrück (verliehen am 4. Mai 2011)
- Heide Heß, Obertshausen (verliehen am 28. September 2009)[62]
- Bernd Heßler, Borken (verliehen am 9. Oktober 2015)
- Hans-Dieter Heun, Limburg a.d.Lahn (verliehen am 1. Oktober 2012)
- Kurt Heyne, Gießen (verliehen am 10. Januar 2007)[63]
- Jochen Hieber, Nidda (verliehen am 17. Februar 2010)
- Heinrich Hild, Wehrheim (verliehen am 2. Januar 2009)[64]
- Richard Hiltmann, Lorch (verliehen am 19. April 2001)
- Horst Himmelhuber, Oberursel (verliehen am 7. Februar 2003)[24]
- Gerhard Rudolph Hirsch, Mainz-Kastel (verliehen am 17. Juli 2008)
- Hermann Hirt, Frankenberg (Eder) (verliehen 28. August 2017)
- Hermann Hisserich, Mücke (verliehen am 31. Juli 2013)
- Heinz-Werner Höhle, Edertal (verliehen am 19. August 2009)
- Günther Hof, Eschenburg (verliehen 11. Dezember 2002)[65]
- Alf Thomas Höfer, Lichtenfels (verliehen am 19. November 2019)
- Dieter Hofmann, Frankfurt am Main (verliehen am 2. Juli 2007)[8]
- Gerda Hoffmann, Oberursel (verliehen am 7. Februar 2003)[24]
- Inge Hoffmann, Wiesbaden (verliehen am 30. Januar 2008)[35]
- Marlit Hoffmann, Ehringshausen (verliehen am 2. Juli 2020)
- Johann-Peter Hoogen (* 5. Juli 1947), Frankfurt am Main, Gastronom und Schwulenaktivist (verliehen am 8. Juni 2005)[66]
- Wolf Friedrich Hoppe, Marburg (verliehen am 25. Juni 2007)[61]
- Helmut Hund, Wetzlar (verliehen am 2. März 2020)
- Wilhelm Hundertmark, Twistetal (verliehen am 21. Oktober 2017)
- Wilhelm F. Hundsdörfer, Wiesbaden, Kommandeur des Landeskommandos Hessen (verliehen am 30. Oktober 2008)[25]

### I
- Thomas Ihrig, Hesseneck (verliehen 19. Dezember 2017)

### J
- Walter Jakowetz, Gladenbach (verliehen am 23. Oktober 2000)
- Hans Jandl, Oestrich-Winkel-Hallgarten (verliehen am 23. März 2001)
- Adolf Jass, Fulda (verliehen am 6. November 2006)[13]
- Hedwig Jantsch, Kassel (verliehen am 2. Mai 2000)
- Dietmar Jerger, Eschborn (verliehen am 4. Mai 2007)[67]
- Stephanie Ann Jones (* 1972), Frankfurt am Main, Fußballerin (verliehen am 24. Mai 2006)[68]
- Bernhard Juchheim (* 1949), Fulda (verliehen am 9. August 2023)[69]
- Dieter Jung, Lahnau, Bürgermeister (verliehen am 6. Juli 2000)
- Robert Jung, Bad Nauheim, Stadtrat (verliehen am 22. Februar 1999)

### K
- Gerrit Kaiser, Wiesbaden (verliehen am 25. November 2011)
- Michael Kallweit, Mainhausen (verliehen am 24. August 2023)
- Doris Kappler, Darmstadt (verliehen am 8. September 2011)
- Sebastian Kehl, Dortmund (verliehen am 26. November 2019)
- Alfred Keller, Kelkheim (Taunus) (verliehen am 25. Juli 2014)
- Armin Keller, Mücke (verliehen am 7. März 2018)
- Ewald Keßler, Waldsolms (verliehen am 23. April 2010)
- Hans Heinz Keursten, Rothenberg (verliehen 19. Dezember 2017)
- Winfried Kilian, Fürth (Odenwald) (verliehen am 10. April 2018)
- Hermann Klaus, Beselich (verliehen am 6. August 2013)
- Johannes Kleeberg, Ober-Ramstadt (verliehen am 17. Oktober 2008)[46]
- Richard Rudolf Klein (1921–2011), Komponist und Musikpädagoge (verliehen am 20. November 2001)
- Volker Klein, Fernwald (verliehen am 27. September 2006)[1]
- Winfried Werner Klein, Runkel (verliehen am 17. Dezember 2015)
- Ernst Klingelhöfer, Pohlheim (verliehen am 4. Juni 2016)
- Renate Klingelhöfer, Ortenberg (verliehen am 3. Dezember 2013)
- Heinrich Gustav Knapp, Seeheim-Jugenheim (verliehen am 28. März 2006)[70]
- Karl Knapp, Griesheim (verliehen am 13. Dezember 2011)
- Willi Heinrich Knapp, Darmstadt (verliehen am 21. November 2011)
- Herbert Koch, Idstein, Kommunalpolitiker (verliehen am 22. April 2010)
- Jakob Gerhard Koch, Oberursel (Taunus) (verliehen am 6. Februar 2013)
- Udo Kollatz, Staatssekretär, Bonn (verliehen am 17. Juli 2008)
- Ingbert Koppe, Braunfels (verliehen am 7. Februar 2015)
- Alois Kottmann, Geiger, Musikpädagoge, Hochschullehrer und Mäzen, Hofheim am Taunus (verliehen am 11. Oktober 2002)
- Rainer Kowald, Königstein im Taunus (verliehen am 8. Juli 2009)[43]
- Irmgard Krämer, Bad Vilbel (verliehen am 16. August 2010)
- Wolfgang Kramwinkel, Mühlheim am Main (verliehen am 12. Dezember 2014)
- Heinz Krapp, Darmstadt (verliehen am 19. Februar 2011)[71]
- Franz-Josef Kreuter, Antrifttal (verliehen am 24. August 2019)
- Rudolf Krönke, Königstein im Taunus (verliehen am 23. April 2010)
- Werner Kroth, Hanau (verliehen am 5. Juni 2009)
- Franz Krotzky, Villmar (verliehen am 16. Januar 2009)[23]
- Wolfgang Kühle (verliehen am 17. Mai 2001)
- Wilhelm H. Kullmann, Spangenberg (verliehen am 22. März 1999)
- Günther Künstle, Darmstadt (verliehen am 9. Juni 2010)
- Dieter Kunz, Büttelborn (verliehen am 4. Juli 2019)
- Ulrich Künz, Kirtorf (verliehen am 11. März 2017)
- Alfred Kurt, Offenbach am Main (verliehen am 13. März 2009)
- Dieter Kürten, Wiesbaden (verliehen am 7. August 2012)

### L
- Helmut Lander, Darmstadt (verliehen am 6. Februar 2013)
- Gerhard Lang, Niedernhausen (verliehen am 25. Januar 2002)
- Hans-Georg Lang, Stadtallendorf, ehemaliger Schulleiter der Stiftsschule St. Johann Amöneburg (verliehen am 3. Juni 2019)[72]
- Otto Lange, Korbach (verliehen am 23. August 2002)
- Franz Langsdorf, Wetzlar (verliehen am 10. Dezember 2008)
- Ruth Lapide, Frankfurt am Main (verliehen am 11. April 2003)[6]
- Herbert Lay, Rosenthal (verliehen am 26. August 2009)
- Gerhard Lehner, Liederbach am Taunus, Bürgermeister (verliehen am 12. November 2008)
- Dieter Lehr, Linden (verliehen am 6. August 2013)
- Jürgen Leib, Wettenberg (verliehen am 9. August 2018)
- Ulrich Lenz, Linden (verliehen am 31. Mai 2013)
- Jörg Leonhardt, Reiskirchen (verliehen am 18. September 2012)
- Elfriede Lindner, Cölbe (verliehen am 4. Juni 2016)
- Manfred Louven, Frankfurt am Main (verliehen am 11. Dezember 2014)

### M
- Georg Mann, Staufenberg (verliehen am 30. Januar 2008)[35]
- Wilhelm Marquard, Zwingenberg (verliehen am 29. Juni 2019)
- Karl Martin, Fritzlar (verliehen am 23. März 2000)
- Wolfgang Martin, Darmstadt (verliehen am 2. Juli 2004)
- Arno Mäurer, Weißenborn (verliehen am 24. April 2003)[73]
- Ute-Gotlind Mehnert, Marburg (verliehen am 13. Dezember 2011)
- Werner Meinel, Niestetal (verliehen am 22. März 1999)
- Eckhard Meise, Hanau (verliehen am 28. Juli 2020)
- Hans Meisemann, Eppstein (verliehen am 23. Januar 2019)
- Hans-Heinrich Menche, Marburg (verliehen am 20. Januar 2009)
- Hans Mengeringhaus, Kassel (verliehen am 4. Mai 2011)
- Manfred Meuser, Ortenberg (verliehen am 26. August 2008)[46]
- Karl Mihm (1934–2021), Malsfeld, Politiker (verliehen am 15. Juli 2005)
- Hermann Moos, Frankfurt am Main (verliehen am 14. Juni 1999)
- Bernd Moos-Achenbach, Sulzbach (Taunus) (verliehen am 7. Februar 2015)
- Hans-Günther Morr, Wald-Michelbach (verliehen am 15. Oktober 2009)[50]
- Anni Müller, Braunfels (verliehen am 17. Dezember 2015)
- Berthold Müller, Heidenrod-Kemel (verliehen am 13. März 2015)
- Erich Müller (* 1916), Bad Camberg-Würges, Kirchenmaler (verliehen am 22. Februar 2010)[4]
- Hanno Müller, Fernwald (verliehen am 3. Juli 2009)
- Herbert Müller, Kriftel, Kommunalpolitiker und Sportfunktionär (verliehen am 4. Oktober 2010)
- Robert Müller, Gladenbach (verliehen am 10. August 2014)
- Friedrich Münch, Altenstadt (verliehen am 6. Februar 2013)
- Willi Muth, Mühltal (verliehen am 29. April 2009)[74]

### N
- Horst Nauk, Glashütten (verliehen am 4. Juli 2007)[58]
- Tina Nejedlo, Bruchköbel (verliehen am 6. August 2013)
- Helmut Neumeuer, Bad König (verliehen am 20. Februar 2014)
- Peter Nickel, Biebergemünd (verliehen am 4. Juli 2019)
- Erhard Niedenthal, Wiesbaden (verliehen am 15. September 2008)
- Hermann Nobel, Wiesbaden (verliehen am 3. September 2010)[75]
- Dieter Neumann, Wetzlar (verliehen am 13. Dezember 2011)[76]
- Karl Nüser, Wiesbaden (verliehen am 7. August 2012)

### O
- Karl Oertl, Frankfurt am Main, Lebenshilfe e. V. Hanau (verliehen am 20. August 2009)[77]

### P
- Tilo Paduch, Friedrichsdorf (verliehen am 28. April 2003)
- Wilfried Paeschke, Solms (verliehen am 10. August 2014)
- Johann Christian Papendorf, Berlin (verliehen am 20. Januar 2003)[17]
- Doris Gerda Peter (* 22. Oktober 1946), Vorsitzende der Lebenshilfe e. V. Hanau (verliehen am 4. Oktober 2007)[12]
- Erhard Peusch, Aßlar (verliehen am 24. August 2011)
- Alexander Pfeiffer, Darmstadt (verliehen am 13. Dezember 2011)
- Hans-Christian Pfohl, Darmstadt, Professor emeritus an der TU Darmstadt (verliehen am 9. August 2011)[78]
- Peter-Joseph Pfuhl, Darmstadt (verliehen am 9. August 2011)
- Bertold Picard, Eppstein (verliehen am 25. November 2009)[36]
- Walter Pietsch, Wiesbaden, Ministerialrat (verliehen am 18. Dezember 2003)
- Hansjörg Plewnia, Königstein im Taunus (verliehen am 14. Mai 2009)
- Helmut Ploch, Sinn (verliehen am 17. März 2017)
- Irma Pöckler, Ahnatal, stellvertretende Vorsitzende der hessischen Landesseniorenvertretung (verliehen am 22. Februar 1999)
- Ilse Pohl, Dreieich (verliehen am 30. Januar 2008)[35]
- Hans-Jürgen Portmann, Wiesbaden (verliehen am 30. Mai 2017)
- Karl Presber, Schlangenbad (verliehen am 12. Mai 2004)
- Birgit Prinz (* 25. Oktober 1977), Fußballweltmeisterin, Maintal (verliehen am 8. November 2007)[61]

### R
- Gerd-Jürgen Raach, Dautphetal (verliehen am 4. Mai 2011)
- Karl Rarichs, Neu-Isenburg (verliehen am 9. März 2015)
- Jürgen Rehlich, Marburg (verliehen am 21. Oktober 2017)
- Irmgard Reichert, Glauburg (verliehen am 6. Juli 2020)
- Ernst Richardt, Ronshausen (verliehen am 21. Oktober 2017)
- Wolfgang Heinrich Richter (* 1934), Grünberg (verliehen am 2. Februar 2009)
- Werner Riedel, Mühlthal (verliehen am 21. Oktober 2016)
- Peter Rieth, Eltville am Rhein (verliehen am 10. August 2014)
- Friedel Rinn, Wetzlar (verliehen am 27. September 2006)[79]
- Werner Rippel, Felsberg (verliehen am 29. Juni 2009)[43]
- Heinz Ritt, Bad Nauheim, Heraldiker (verliehen am 8. September 2000)
- Olaf von Roeader, Brigadegeneral (verliehen am 10. März 2023)
- Ernst Rogler, Zierenberg (verliehen am 20. Januar 2003)[17]
- Rita Rose, Lampertheim (verliehen am 6. Februar 2013)
- Friedhelm Rüb, Pohlheim (verliehen am 25. März 2017)
- Jürgen Runzheimer, Gladenbach (verliehen am 4. September 2006)[52]
- Wolfgang Ruske (* 1940), Bad Sooden-Allendorf, Leitender Polizeidirektor a. D. und Leiter des Grenzmuseums Schifflersgrund (verliehen am 1. Oktober 2012)

### S
- Diether Sammet, Vorsitzender der Deutschen Vereinigung des Gas- und Wasserfachs e. V. (DVWG) (verliehen am 21. Mai 2003)[80]
- Hans Sarkowicz, Gelnhausen (verliehen am 20. Februar 2014)
- Horst Sassik, Freigericht (verliehen am 20. Februar 2014)
- Elisabeth Sator, Offenbach am Main (verliehen am 18. Mai 2009)
- Johann-Jakob Sauer, Eppstein (verliehen am 2. März 2009)
- Karl Sauerbier, Eiterfeld (verliehen am 13. Dezember 2011)
- Horst Schäfer, Neu-Isenburg (verliehen am 27. Juli 2010)
- Karl-Heinrich Schäfer, Wiesbaden (verliehen am 13. Dezember 2011)
- Karl-Heinz Schaffarczyk, Hirschhorn (Neckar) (verliehen am 1. Oktober 2012)
- Hans-Werner Schech, Dillenburg (verliehen am 18. November 2015)
- Karl Scheld, Gladenbach (verliehen am 28. November 2011)
- Ingeborg Schelle, Darmstadt (verliehen am 25. November 2009)
- Heinz Scherf, Pohlheim (verliehen am 24. März 1999)
- Egon Scheuermann, Sensbachtal (verliehen 19. Dezember 2017)
- Hans-Peter Schick, Weilburg (verliehen am 19. Juni 2017)
- Albert Schindehütte, Hamburg (verliehen am 29. April 2009)
- Udo Schlitt, Dornburg (verliehen am 10. Mai 2010)
- Heinz Schlosser, Hochheim am Main (verliehen 28. August 2017)
- Wolfgang Schlosser, Breidenbach (verliehen am 10. August 2014)
- Ursula Schlott, Heidenrod-Mappershain (verliehen am 18. September 2012)
- Rosemarie Schmidt, Reiskirchen (verliehen am 17. Mai 2018)
- Walter Schmidt, Neuenstein (verliehen am 28. August 2017)
- Wilhelmine Schmidt, Eltville am Rhein-Erbach (verliehen am 13. Dezember 2011)
- Martin Günter Schmuck, Eiterfeld, Direktor der Akademie Burg Fürsteneck a. D., (verliehen am 7. Juni 2013)
- Manfred Schneider, Wetzlar (verliehen am 6. August 2013)
- Reinhard Schneider, Wetzlar (verliehen am 23. September 2016)
- Günther Schnell, Kassel (verliehen am 6. Juni 2015)
- Joachim Heinrich Philipp Schnell, Melsungen (verliehen am 1. Oktober 2015)
- Gudrun Schreiber-Winter, Hofheim am Taunus (verliehen am 6. August 2013)
- Johannes Schreiter, Langen (verliehen am 19. Februar 2011)
- Georg Schröder, Kriftel (verliehen am 18. Dezember 2017)
- Jules August Schröder, Büdingen (verliehen am 1. Oktober 2012)
- Gerhard Schroth, Eschborn (verliehen am 13. Dezember 2011)
- Dieter Schulz, Wetzlar (verliehen am 12. März 2018)
- Volker Schulz, Bebra (verliehen am 10. August 2014)
- Ilse Schwarz-Schiller, Oberursel (verliehen am 21. Dezember 2010)
- Klaus Schwerberger, Frankfurt am Main (verliehen am 16. April 2009)[81]
- Bernhard Seelbach, Frankfurt am Main (verliehen am 19. August 2010)
- Ludwig Seiboldt, Bürgermeister, Lich (verliehen am 12. Dezember 2007)[82]
- Theodor Seip (* 7. April 1934), Limburg, Vorsitzender des Berufsverbandes der Gerichtsvollzieher im Lande Hessen (verliehen am 26. Juni 2002)
- Gunter Seipp, Bürstadt (verliehen am 12. April 2016)
- Winfried Siegler, Rodgau (verliehen am 10. März 2013)
- Walter Simon, Wehrheim-Pfaffenwiesbach (verliehen am 15. April 2022)
- Paul Josef Sommer, Wehrheim (verliehen am 31. März 2000)
- Gerhard Specht, Allendorf (verliehen am 16. Februar 2009)
- Theodor Speckhardt (* 1937), Seeheim-Jugenheim, „Die beiden letzten Bänkelsänger“ (verliehen am 17. Februar 2009)[62]
- Horst Spengler, Hüttenberg (verliehen am 28. April 2015)
- Rudolf Spengler, Gießen (verliehen am 28. April 2015)
- Ulrich Spiegelberg, Hirschhorn (verliehen am 30. Januar 2008)
- Herbert Spitz, Bad Vilbel (verliehen am 7. September 2003)
- Manfred Stein, Wiesbaden (verliehen am 26. Oktober 2018)
- Rolf Stenzel, Wiesbaden (verliehen am 2. Juli 2020)
- Hermann Stephan, Wiesbaden, posthum (verliehen am 15. September 2015)
- Werner Stroh, Gießen (verliehen am 13. März 2002)
- Bodo Ströhmann, Hofheim-Wallau (verliehen am 19. August 2011)
- Barbara von Stechow, Galeristin, Frankfurt am Main (verliehen am 10. Juni 2020)
- Herbert Stündl, Gießen (verliehen am 31. Oktober 2019)

### T
- Michael von der Tann, Tann, Verbandsfunktionär und Kommunalpolitiker (verliehen am 1. Juli 2021)
- Horst Taube, Bebra (verliehen am 2. März 2020)
- Ilona Thoermer, Taunusstein (verliehen am 6. August 2013)
- Helmut Tigges, Frankfurt am Main (verliehen am 4. August 2000)
- Brigitte Trageser, Linsengericht (verliehen am 9. August 2018)
- Georg Tripp, Wolfhagen (verliehen am 4. September 2006)[60]

### U
- Hildegard Ukrow, Wetzlar (verliehen am 22. Februar 1999)
- Sabi Ushki, Frankfurt am Main (verliehen am 6. Oktober 2021)

### V
- Egon Vaupel, Marburg (verliehen am 1. Oktober 2015)
- Gerhard Veit, Gießen, Direktor des Kommunalen Gebietsrechenzentrums Kommunale Informationsverarbeitung (KIV) (verliehen am 24. April 2003)[83]
- Jürgen Max Vensky, Bischoffen (verliehen am 17. Dezember 2015)
- Udo Volck, Wetzlar (verliehen am 4. Juli 2019)

### W
- Winfried Wackerfuß, Groß-Bieberau (verliehen am 8. September 2011)
- Karin Wagner, Guxhagen (verliehen am 20. Mai 2015)
- Helmut Waldschmidt, Hanau (verliehen am 9. Juni 2010)
- Adolf Wallbott, Fernwald (verliehen am 21. Januar 2016)
- Ernst Peter Walter, Alsfeld (verliehen am 2. März 2020)
- Werner Weber, Heidenrod (verliehen am 29. März 2000)
- Thomas Weck, Kelkheim (Taunus) (verliehen am 18. April 2018)
- Horst Weidlich, Oberursel (Taunus) (verliehen am 6. August 2013)
- Herbert Weiffenbach, Staufenberg (verliehen am 24. März 1999)
- Reinhold Weiß, Oppenheim (verliehen am 4. März 2002)
- Volker Weißmantel, Hofheim-Wallau (verliehen am 20. November 2006)[84]
- Walter Weitzel (* 1928), Marburg, Optiker (verliehen am 22. Mai 2009)
- Dieter Wemme, Schlangenbad-Georgenborn (verliehen am 29. Januar 2007)[85]
- Gustav Wendel, Offenbach am Main (verliehen am 19. Februar 2011)
- Maria Betti Wendel, Offenbach am Main (verliehen am 19. Februar 2011)
- Friedrich Josef Wendling, Bürstadt (verliehen am 5. Juli 2006)[52]
- Dietrich Werner, Wiesbaden (verliehen am 13. Dezember 2011)
- Valentin Wettlaufer, Bad Hersfeld (verliehen am 24. Dezember 2008)
- Leo Wiedelbach (verliehen am 19. Februar 2010)[86]
- Walter Wiedemann, Bürstadt (verliehen am 26. Juni 2018)
- Hans-Henning Wiegmann, Schlangenbad (verliehen am 7. August 2012)
- Ekkehard Wiest, Darmstadt (verliehen am 23. April 2010)
- Willi Willig, Herborn (verliehen am 6. April 2001)
- Gudrun Winter, Hofheim (verliehen am 18. Dezember 2013)
- Ewald Wittekind, Kelkheim (verliehen am 20. März 2009)
- Ernst Wittekindt, Kassel (verliehen am 13. Dezember 2011)
- Johanna Wittmann, Darmstadt (verliehen am 2. Juli 2004)
- Hans-Peter Wodarz, Wiesbaden (verliehen am 7. August 2012)
- Dieter Woischke, Marburg (verliehen am 4. Mai 2011)[87]
- Ewald Karl Wolf (verliehen am 21. September 2010)
- Anja Wolf-Blanke, Alsfeld (verliehen am 16. November 2019)
- Johann-Dietrich Wörner, Darmstadt (verliehen am 13. Juli 2008)
- Reimer Wulff, Marburg (verliehen am 23. Januar 2007)[88]

### Z
- Walter Zarges, Vöhl (verliehen am 16. August 2010)
- Horst Zeiser, Hattersheim (verliehen am 10. Januar 2005)
- Juliane Zimmer, Königstein im Taunus (verliehen am 21. Dezember 2010)
- Franz Zimmermann, Frankfurt am Main (verliehen am 13. Dezember 2011)
- Volker Zimmerschied, Braunfels (verliehen am 26. Mai 2008)
- Herbert Zürn, Königstein im Taunus (verliehen am 14. Dezember 2007)[89]
- Theodor Zwermann, Wehrheim (verliehen am 6. August 2013)